# Терещенківська сільська рада
Терещенкі́вська сільська́ ра́да — колишній орган місцевого самоврядування в Білопільському районі Сумської області. Адміністративний центр — село Терещенки.

## Загальні відомості
- Населення ради: 344 особи (станом на 2001 рік)

## Населені пункти
Сільській раді підпорядковані населені пункти:
- с. Терещенки
- с. Новоандріївка
- с. Руденкове
- с. Садове

## Склад ради
Рада складається з 12 депутатів та голови.
- Голова ради: Котенко Володимир Вікторович
- Секретар ради: Редька Ірина Василівна

### Керівний склад попередніх скликань
| Прізвище, ім'я, по батькові  | Основні відомості                                                                          | Дата обрання | Дата звільнення |
| ---------------------------- | ------------------------------------------------------------------------------------------ | ------------ | --------------- |
| Котенко Володимир Вікторович | Сільський голова, 1952 року народження, безпартійний                                       | 26.03.2006   | 31.10.2010      |
| Котенко Володимир Вікторович | Сільський голова, 1968 року народження, освіта вища, член політичної партії «Наша Україна» | 31.10.2010   |                 |

Примітка: таблиця складена за даними сайту Верховної Ради України